# Moje svoboda
Moje svoboda je krátký český film z roku 2019, který vznikl ve spolupráci časopisu Reflex a České televize. Obsahuje 30 minutových filmů různých tvůrců na téma svobody a je vytvořen ke 30. výročí sametové revoluce. Iniciátorem projektu byl novinář Reflexu Milan Tesař. Film byl promítán na festivalu v Karlových Varech.
Jednotlivé malé filmy vytvořili: Petr Cífka, Štěpán Vodrážka, Petr Čtvrtníček, Tomáš Mašín, Miřenka Čechová, Kamila Zlatušková, Michal Caban a Šimon Caban, Martin Bartkovský, Oliver Beaujard, Karolína Lea Nováková, Nino Zardalishvili, Theodora Remundová, Jan Bártek, Aleš Najbrt, Karel Dlabač, Eliáš Gaydečka, Jakub Kuthan, Jan Hřebejk, Dominik Miškovský, Zdeněk Suchý, Jiří Havelka (divadlo VOSTO5), Petra Nesvačilová, Adam Ernest, Jitka Rudolfová, Jan Slovák, Marek Brožek, Dominik Dolejší, Ester Geislerová, Václav Marhoul, Jakub Jahn a Milan Tesař.
Ve filmu se dále objevují např. Zdeněk Svěrák, Adam Forman, Libor Pešek, Jitka Ježková, Ondřej Cihlář, Tadeáš Trojánek, Jan Kolařík, Zuzana Hynštová, Tomáš Jeřábek či Petr Prokop.

## Recenze
- Rimsy, MovieZone.cz